# نیروی حیات (فیلم)
نیروی حیات (به انگلیسی: Lifeforce) یک فیلم علمی تخیلی ترسناک بریتانیایی محصول ۱۹۸۵ به کارگردانی توبی هوپر، اقتباس شده توسط دان اوبانون و دان جاکوبی و با بازی استیو ریلزبک، پیتر فرث، فرانک فینلی، ماتیلدا می و پاتریک استوارت است. این فیلم بر اساس رمان خون‌آشام‌های فضایی اثر کالین ویلسون در سال ۱۹۷۶، داستان سه انسان‌نما را به تصویر می‌کشد که در حالت تعلیق انیمیشن به زمین آورده می‌شوند.
این فیلم در زمان اکران نقدهای منفی دریافت کرد و در باکس آفیس شکست خورد، اما از آن زمان به یک فیلم کالت تبدیل شد.